# Municipio de Gali
El municipio de Gali (en georgiano: გალის მუნიციპალიტეტი; en abjasio: Гал амуниципалитет) es un municipio de iure parte de la República Autónoma de Abjasia de Georgia, aunque de facto se corresponde con el distrito de Gali de la parcialmente reconocida República de Abjasia. El área total del municipio es 1003 kilómetros cuadrados y su centro administrativo es Gali. La población era 30 258, según el censo de 2011.

## Geografía
El municipio de Gali está ubicado en el oeste de Georgia y limita al noroeste con el de Ochamchire en Abjasia, y al este con el municipio de Tsalenyija y al sur Zugdidi, ambos parte de Mingrelia-Alta Esvanetia.

## Historia
El distrito se encuentra principalmente en el territorio de la región histórica de Samurzakán. 
El municipio de Gali es el heredero del raión de Gali de la RASS de Abjasia (el territorio de la antigua región de la RASS soviética sin los pueblos de Achigvara, Shesheleti y la aldea de Gudava).

## Política
Después de la guerra de Abjasia de 1992-1993, el gobierno de Georgia no controla el municipio de Gali. Las autoridades de la autoproclamada república de Abjasia son quienes lo administran mediante el distrito de Gali. Sin embargo, la parte más oriental del municipio fueron incluidos en el distrito de Tkvarcheli, creado por las autoridades abjasias en 1995 tras haber resistido al asedio de las fuerzas georgianas durante 413 días. Además, los pueblos de Achigvara y Shesheleti fueron transferidos al distrito de Ochamchira.

## División administrativa
El municipio consta de la capital municipal, Gali y una serie de pueblos. Los pueblos del municipio son: Achigvara, Bedia, Chjortoli, Chuburjinyi, Dijazurga, Gaguida, Ganajleba, Gumurishi, Kvemo Barguebi, Lekujona, Majunyia, Meore Gudava, Meore Otobaia, Mujuri, Nabakevi, Okumi, Pichori, Pirveli Gali, Pirveli Otobaia, Repo-Eceri, Rechji, Saberio, Sida, Shashikvara, Shesheleti, Taguiloni,Tsarche, Zemo Barguebi.

## Demografía
El municipio de Gali ha tenido una disminución de población desde 1989, teniendo hoy sobre el 38% de los habitantes de entonces.
| Población del municipio de Gali                                        | Población del municipio de Gali | Población del municipio de Gali | Población del municipio de Gali | Población del municipio de Gali | Población del municipio de Gali | Población del municipio de Gali | Población del municipio de Gali | Población del municipio de Gali | Población del municipio de Gali | Población del municipio de Gali | Población del municipio de Gali |
|                                                                        | 1897                            | 1922                            | 1926                            | 1939                            | 1959                            | 1970                            | 1979                            | 1989                            | 2003                            | 2011                            | 2019                            |
| ---------------------------------------------------------------------- | ------------------------------- | ------------------------------- | ------------------------------- | ------------------------------- | ------------------------------- | ------------------------------- | ------------------------------- | ------------------------------- | ------------------------------- | ------------------------------- | ------------------------------- |
| Municipio de Gali                                                      | -                               | -                               | 50 086                          | 49 895                          | 59 619                          | 73 256                          | 75 306                          | 79 688                          | 29 287                          | 30 356                          | 30 262                          |
| Ciudad de Gali                                                         |                                 |                                 | 3305                            | 3847                            | 9368                            | 13 628                          | 14 405                          | 15 763                          | 7169                            | 7604                            | 7447                            |
| Datos: Estadística de población de Georgia desde 1897 hasta hoy. Nota: |                                 |                                 |                                 |                                 |                                 |                                 |                                 |                                 |                                 |                                 |                                 |

Durante años, las autoridades abjasias han promocionado y fomentado las identidades y lenguas mingrelianas y esvanas, con el objetivo de disminuir la enorme diferencia por la cual los georgianos son el grupo étnico más numeroso del distrito. Según cifras de 2011,  el 91,5% (27.776 personas) de la población del distrito se autoidentifica como georgianos, frente 6,7% de mingrelianos (2.035 personas) y al 0,1% de esvanos (2 personas).
|              | 1979      | 1979       | 2011      | 2011       |
| Grupo étnico | Población | Porcentaje | Población | Porcentaje |
| ------------ | --------- | ---------- | --------- | ---------- |
| Georgianos   | 68 890    | 91,5%      | 39 850    | 97,2%      |
| Abjasios     | 632       | 0,8%       | 613       | 1,5%       |
| Rusos        | 3663      | 4,9%       | 261       | 0,6%       |
| Ucranianos   | 494       | 0,7%       | 36        | 0,1%       |
| Armenios     | 598       | 0,8%       | 50        | 0,1%       |
| Griegos      | 304       | 0,4%       | 12        | 0,1%       |
| Osetios      | 141       | 0,2%       | -         | -          |
| Judíos       | 17        | 0,1%       | -         | -          |
| Total        | 75 306    | 100%       | 40 978    | 100%       |

## Galería

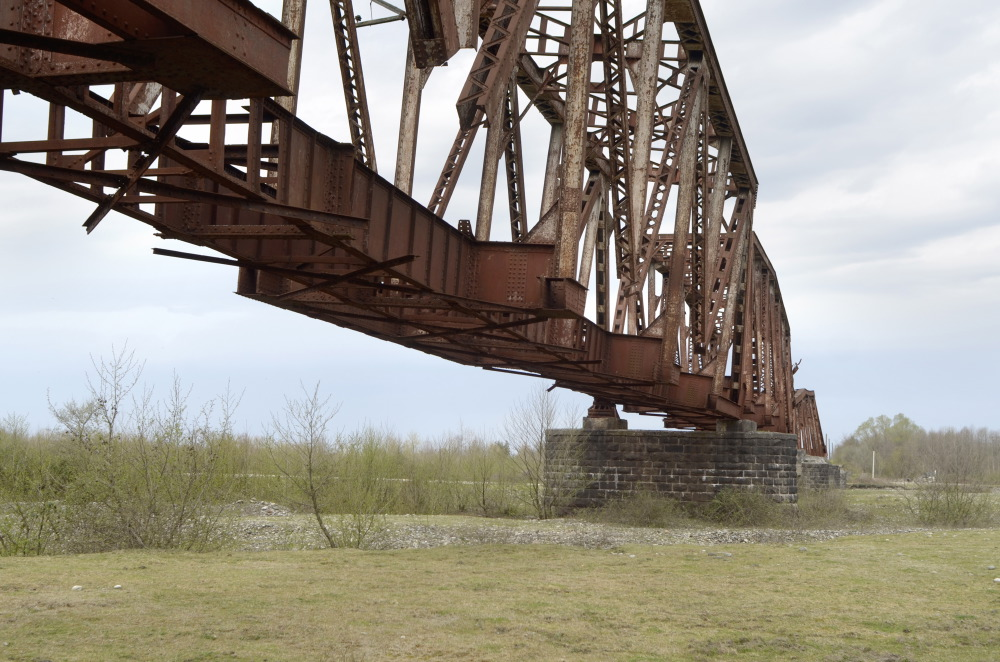
Puente sobre el río Inguri, en la frontera entre Abjasia y Georgia
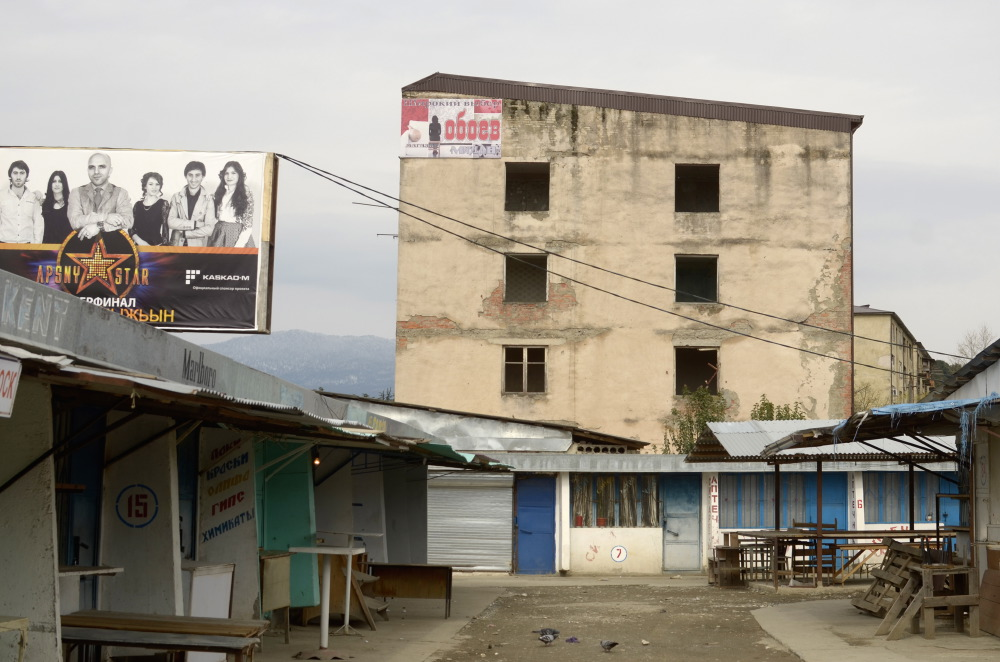
Gali